# ایمونت پروتکت
ایمونت پروتکت (به انگلیسی: Immunet Protect) یک نرم‌افزار ضدویروس رایگان بر مبنای سامانه ابری است که توسط شرکت آمریکایی ایمونت ارائه شده‌است. این نرم‌افزار با سایر نرم‌افزارهای ضدویروس مانند نورتون، ای‌وی‌جی، مک‌آفی و مایکروسافت سکیوریتی اسنشالز سازگار است و می‌تواند به صورت جداگانه یا در کنار آن‌ها مورد استفاده قرار بگیرد. عملکرد ایمونت بدین صورت است که پس از نصب آن بر روی رایانه از طریق اینترنت به سامانه ابری متصل می‌شود این سامانه ابری پذیرای تعداد زیادی از کاربرانی است که این نرم‌افزار را بر روی سیستم خود نصب نموده‌اند و به صورت برخط به آن متصل هستند هنگامی که ایمونت یک نرم‌افزار مخرب را بر روی رایانه یکی از کاربران شناسایی و دفع کند به صورت خودکار تمام کاربران استفاده‌کننده از آن سامانه را در برابر آن تهدید محافظت می‌کند.